# 大屯镇 (建昌县)
大屯镇，是中华人民共和国辽宁省葫芦岛市建昌县下辖的一个乡镇级行政单位。

## 行政区划
大屯镇下辖以下地区：
大屯社区、韩家屯村、马道子村、小石门村、头道沟村、四道沟村、河南村、云山洞村、三道沟村、老沟口村、圣宗庙村和大屯村。